# Nagroda Grammy w kategorii Best Dance Recording
Nagroda Grammy w kategorii Best Dance Recording – jedna z kategorii przyznawana od 1998 roku. W roku 2003 przeniesiono ją z zespołu kategorii Pop do nowo stworzonego oddzielnego – Dance.

## Nagrodzeni

### Lata 2020–2029
- Nagroda Grammy w 2022[1]
  - Rüfüs du Sol za "Alive"

- Nagroda Grammy w 2021[2]
  - Kaytranada wraz z Kali Uchis za "10%'

- Nagroda Grammy w 2020[3]
  - The Chemical Brothers za "Got to Keep On"

### Lata 2010–2019
- Nagroda Grammy w 2019[4]
  - Silk City i Dua Lipa wraz z Diplo i Markiem Ronsonem za "Electricity"
- Nagroda Grammy w 2018
  - LCD Soundsystem za „Tonite”
- Nagroda Grammy w 2017
  - The Chainsmokers wraz z Daya za „Don’t Let Me Down”
- Nagroda Grammy w 2016
  - Jack Ü (Skrillex i Diplo) wraz z Justinem Bieberem za „Where Are Ü Now”
- Nagroda Grammy w 2015
  - Clean Bandit wraz z Jess Glynne za „Rather Be”
- Nagroda Grammy w 2014
  - Zedd wraz z Foxes za „Clarity”
- Nagroda Grammy w 2013
  - Skrillex i Sirah za „Bangarang”

- Nagroda Grammy w 2012
  - Skrillex za „Scary Monsters and Nice Sprites”
- Nagroda Grammy w 2011
  - Rihanna za „Only Girl (In the World)”
- Nagroda Grammy w 2010
  - Lady GaGa za „Poker Face”

### Lata 2000–2009
- Nagroda Grammy w 2009
  - Daft Punk za „Harder, Better, Faster, Stronger”
- Nagroda Grammy w 2008
  - Justin Timberlake za „LoveStoned/I Think She Knows”
- Nagroda Grammy w 2007
  - Justin Timberlake & Timbaland za „SexyBack”
- Nagroda Grammy w 2006
  - The Chemical Brothers za „Galvanize”
- Nagroda Grammy w 2005
  - Britney Spears za „Toxic”
- Nagroda Grammy w 2004
  - Kylie Minogue za „Come into My World”
- Nagroda Grammy w 2003
  - Dirty Vegas za „Days Go By”
- Nagroda Grammy w 2002
  - Janet Jackson za „All For You”
- Nagroda Grammy w 2001
  - Baha Men za „Who Let the Dogs Out?”
- Nagroda Grammy w 2000
  - Cher za „Believe”

### Lata 1990–1999
- Nagroda Grammy w 1999
  - Madonna za „Ray of Light”
- Nagroda Grammy w 1998
  - Giorgio Moroder & Donna Summer za „Carry On”